# Nádi szövőlepke

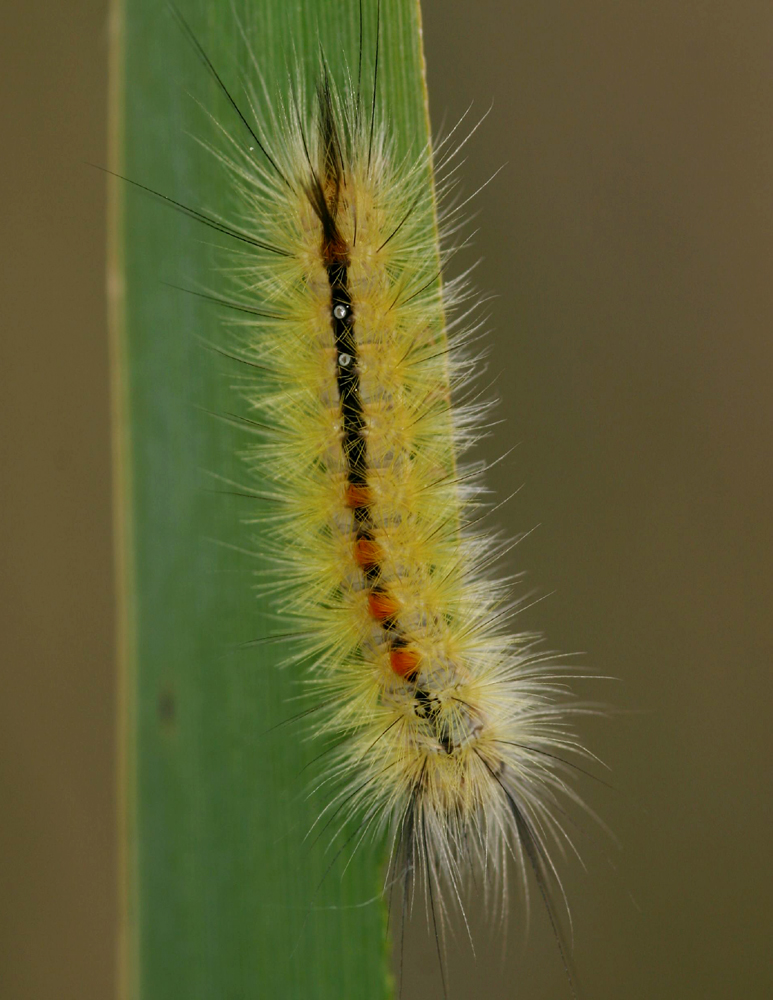
A hernyója nádlevélen

A  nádi szövőlepke (Laelia coenosa) a rovarok (Insecta) osztályának a lepkék (Lepidoptera) rendjéhez tartozó faj.

## Elterjedése
A lepke elterjedt egész Délkelet-Európában, Közép-Európában csak pontszerűen fordul elő, például a Fertő tónál, Északkelet-Németországban, a Pó-síkságon és Camargueban. Vizes területek környékén, mocsarakban nádasokban és sásosokban fordul elő.

## Megjelenése
Az imágó szárnyfesztávolsága 35–50 mm. A hím fehéres színű elülső szárnyának élén világos okkerszínű szegés látható. Néha a szárny elülső részén apró sötét folt lehet. A nőstény hasonló színű, de az okkerszínű szegés hiányzik. A hátulsó szárnyak fehérek.
A hernyó kb. 45 mm hosszú, karcsú, sárgászöld színű, narancs és fekete színű rajzolattal. Sűrűn hosszú, sárga szőrzettel borított.

## Életmódja
A hernyó náddal (Phragmites communis) táplálkozik, de fűféléket és sásokat is fogyaszt, pl. télisást (Cladium mariscus).
A lepke egy generációja repül július végétől augusztus végéig terjedő időszakban. Szeptembertől júniusig telel. A melegebb éghajlatú délebbi területeken egy második generációja is rajzik augusztus és szeptember között.